# Uno Hylin
Per Uno Albert Hylin, född 16 augusti 1876 i Stockholm, död där 14 november 1937, var en svensk läkare och tandläkare.
Uno Hylin var son till grosshandlaren Albert Theodor Hylin. Efter mogenhetsexamen i Stockholm 1895 studerade han vid Karolinska Institutet och blev 1901 medicine kandidat och 1907 medicine licentiat där samt avlade tandläkarexamen 1909. 1902–1910 innehade han flera amanuens- och läkarförordnanden men övergick sedan till Tandläkarinstitutet, där han var lärare i kirurgi 1910–1911 samt 1911–1915 tillförordnad lärare och från 1915 till sin död ordinare lärare i tandkirurgi. Hylin var från 1907 bataljonsläkare i Fältläkarkårens reserv. Han bedrev specialstudier på kontinenten 1907 och 1908 samt studerade efter första världskriget käkskador i Tyskland, Polen och Frankrike. 1915 blev han vetenskapligt råd i Arméförvaltningens sjukvårdsstyrelse. Hylin blev uppskattad som skicklig käkkirurg och populär som föreläsare och klinisk demonstrator. Som chef för Tandläkarinstitutets tandkirurgiska avdelning införde han den moderna stomatologin i svensk tandläkarundervisning. Han publicerade flera arbeten, bland annat Munnen och tänderna samt deras sjukdomar (del 1 1930, del 2 1933). 1917–1918 var han ordförande i Nordiska odontologiska föreningen.